# Aurora Heights
Die Aurora Heights sind ein 8 km langer Gebirgszug in der antarktischen Ross Dependency. Sie ragen an der Nordflanke des Argosy-Gletschers in der Miller Range des Transantarktischen Gebirges, auf.
Teilnehmer der New Zealand Geological Survey Antarctic Expedition (1961–1962) benannten sie nach der Aurora, dem Schiff der Ross Sea Party im Rahmen der Endurance-Expedition (1914–1917) des britischen Polarforschers Ernest Shackleton.